# فريدريك جاريت
كان فريدريك جاريت، الحاصل على وسام الإمبراطورية البريطانية (26 مارس 1889 - 22 يناير 1979)، من هواة جمع الطوابع الكنديين، أُضيف اسمهُ إلى قائمة هواة جمع الطوابع المتميزين عام 1935. عُرف جاريت بأنه أول عميد لهواة جمع الطوابع الكنديين.
كان جاريت السكرتير الخاص للسير ألبرت إدوارد كيمب، وزير القوات العسكرية الكندية في الخارج في لندن خلال الحرب العالمية الأولى. كما كان بطلًا في سرعة الطباعة في كندا.
عُيّن عضوًا في وسام كندا عام 1973 بصفته "هاوي طوابع ذا سمعة دولية، ومؤلف كتاب عن الطوابع الكندية، وهو مرجع عالمي".

## من مؤلفاته
- طوابع أمريكا الشمالية البريطانية. 1929.